# Cisowa Skała (Kotlina Nowotarska)

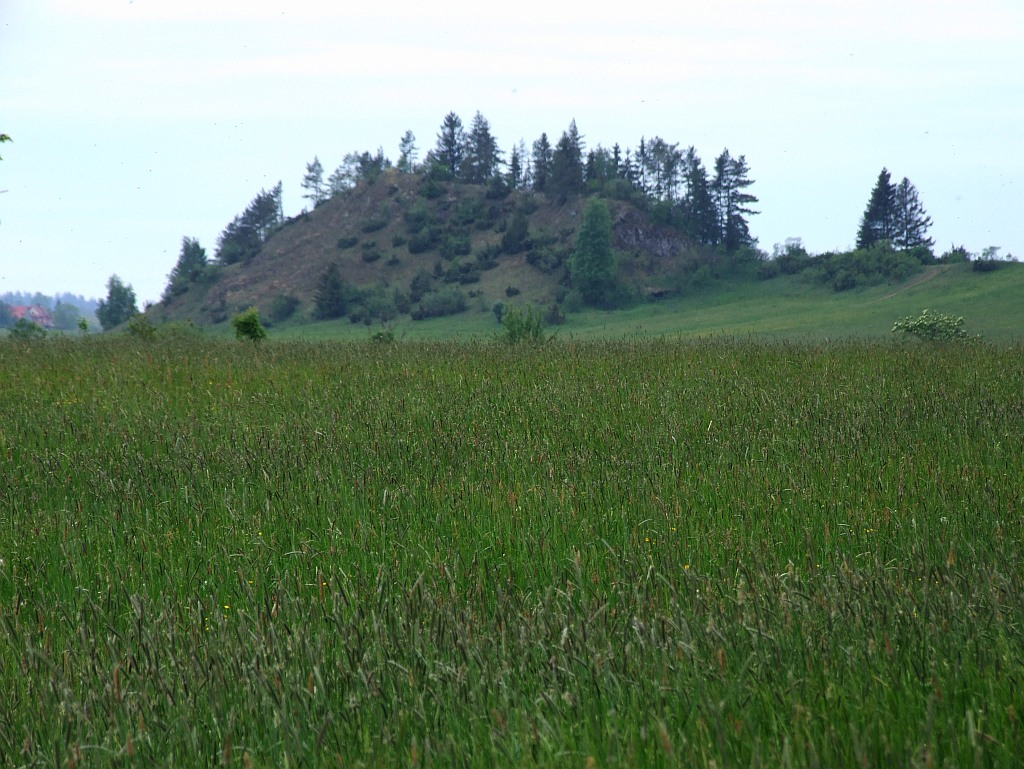
Cisowa Skała, widok ze wschodniej strony

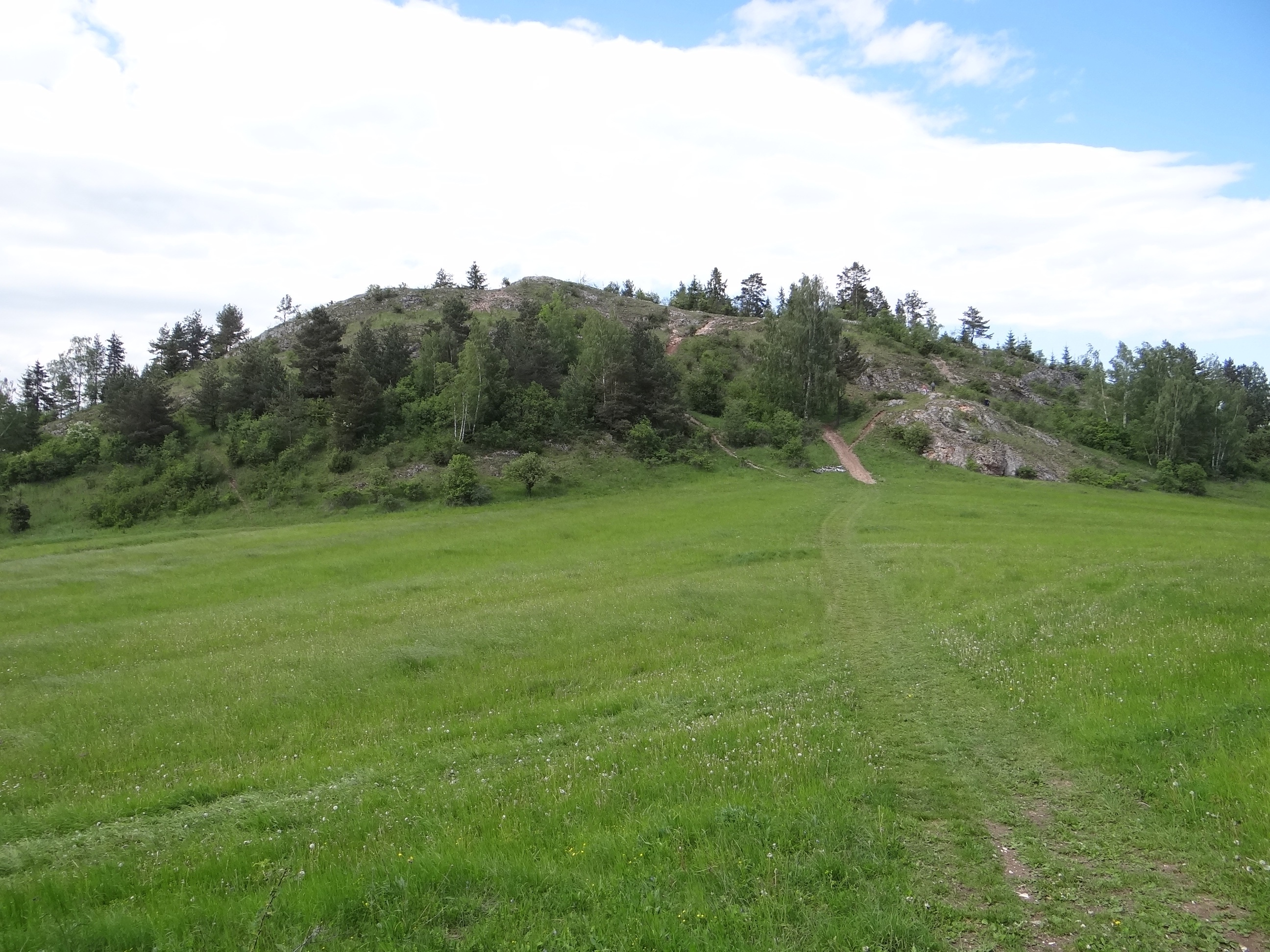
Widok z południowej strony

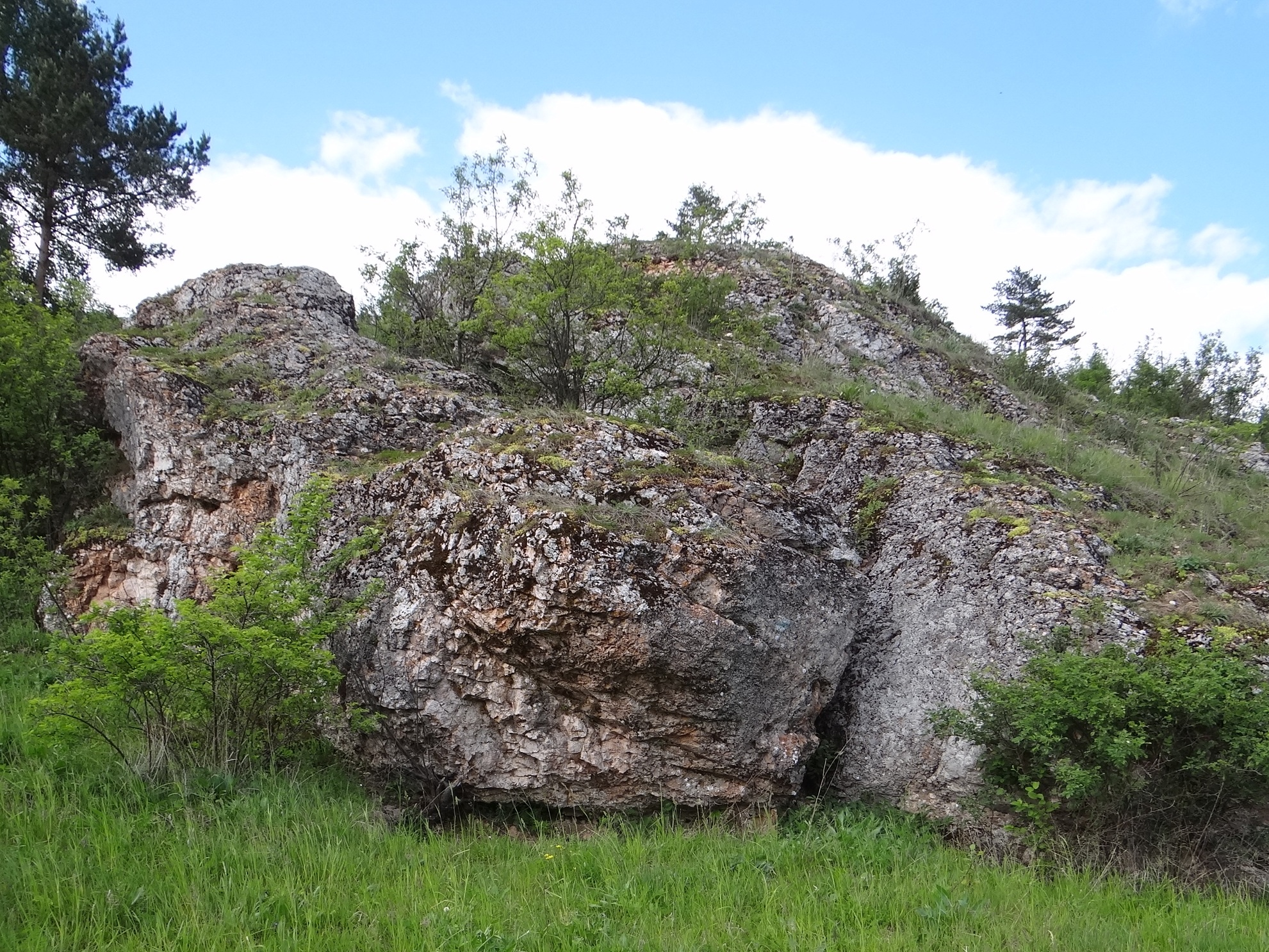
Jedna z wapiennych skał

Cisowa Skała lub Cisowa Skałka – pojedyncza skała na Kotlinie Orawsko-Nowotarskiej. Jest widoczna z szosy Nowa Biała – Białka Tatrzańska. Wznosi się pośród dużych i równych łąk po prawej stronie tej szosy, naprzeciwko znajdującej się tuż przy szosie Obłazowej Skałki i parkingu. Na południe od niej znajduje się niższa Grzebieniowa Skała (Grzebieniówka). Obydwie wchodzą w skład tzw. Skalic Nowotarskich.
Wznosi się na wysokość 685 m n.p.m., a jej względna wysokość ponad otaczające ją równinne łąki wynosi 55 m. Zbudowana jest z wapieni krynoidowych. W wielu miejscach wapień jest odsłonięty, gdyż był eksploatowany przez miejscową ludność do celów budowlanych i do wypalania wapna. Szczytowa część jest spękana i ma odcień różowy. Ma bardzo bogatą florę; opisano występowanie tutaj ponad 100 gatunków roślin kwiatowych, w tym 20 górskich (6 roślin alpejskich). Gatunki górskie zostały przyniesione z Tatr przez rzekę Białkę, która kiedyś przepływała obok Cisowej Skały. M.in. stwierdzono tutaj występowanie kokoryczy żółtawej – rzadkiej rośliny, w Polsce występującej tylko w nielicznych miejscach.
Pochodzenie nazwy nieznane. Może pochodzić od cisa (obecnie nie występuje on tutaj i nie wiadomo, czy w ogóle występował), lub od czerwonobrązowej (w gwarze podhalańskiej cisej, cisawej) barwy skał. Forma Cisawa była podawana w l. 1804 i 1805, Cisowa – ok. 1770 i w 1832. Próbowano wywodzić nazwę od nazwiska „Wcisło”, jednak bez uzasadnienia.
Cisową Skałę wspominał już Stanisław Staszic w swym dziele O ziemiorództwie Karpatów i innych gór i równin Polski. Seweryn Goszczyński tak opisywał w maju 1832 r. Cisową Skałę w swym znanym „Dzienniku podróży do Tatrów”:
„Sterczy ona śród płaszczyzny jak samotna wieża, naga w największej części, można jednak wejść aż na jej wierzchołek, który jest płaski i dość przestronny. Co szczególniejsza, że podobne skały znajdują się wzdłuż całego pasma Tatrów, na równoległej prawie do nich linii i w niewielkiej odległości; tworzą one jakby łańcuch szyldwachów przed górami. Skały te są wapienne i znacznej wysokości.”.
Widok z Cisowej Skały opisał Bogusz Stęczyński w wierszu „Widok niezmierny”. Ze skały, mimo że jest stosunkowo niska, rozciąga się doskonała panorama widokowa na Tatry, Pieniny, Gorce i Babią Górę.